# Cantó de Caiena-Sud

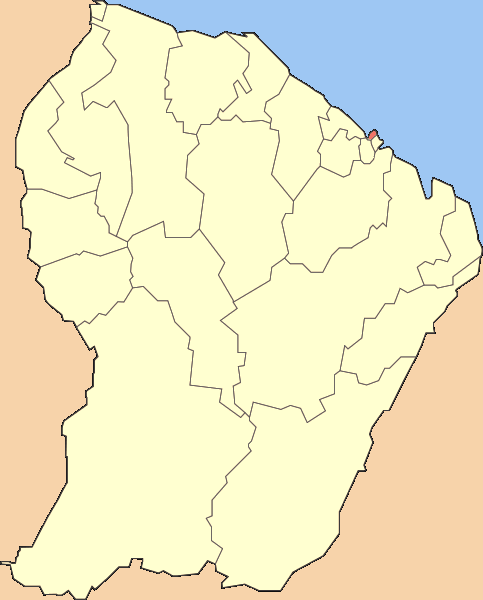
Ubicació de Caiena dins la Guaiana Francesa

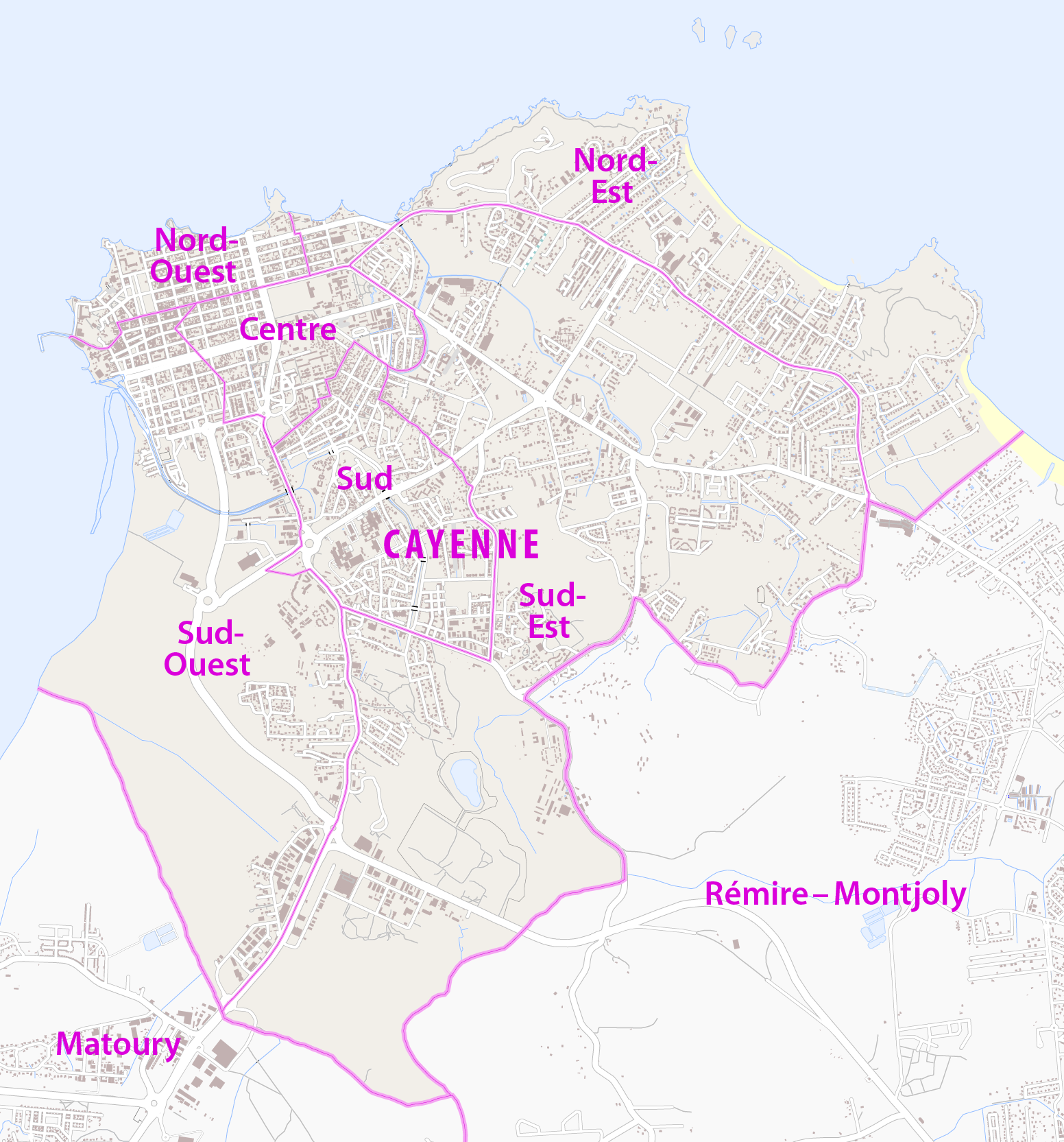
Mapa dels cantons de Caiena

El cantó de Caiena-Sud és una antiga divisió administrativa francesa situat a la regió d'ultramar de la Guaiana Francesa. Va desaparèixer el 2015.

## Composició
El cantó aplega els barris (quartiers) de la ciutat de Caiena:
- Bonhomme
- Galmot
- Anatole
- Thémire
- Eau-Lisette

| Data d'elecció                           | Identitat     | Partit | Qualitat |
| ---------------------------------------- | ------------- | ------ | -------- |
| 2001-2015                                | Fabien Canavy | MDES   |          |
| les dades anteriors no són pas conegudes |               |        |          |
|                                          |               |        |          |